# Antonio Guzmán Blanco
Antonio Leocadio Guzmán Blanco (Caracas, 20 de fevereiro de 1829 — Paris, 28 de julho de 1899) foi um político, caudilho e diplomata venezuelano, Presidente de seu país entre 1870 e 1877. 
Foi Presidente da República por três mandatos distintos: de 1870 a 1877; de 1879 a 1884 e de 1886 a 1887.

## Carreira

### Carreira militar e diplomática
Foi exilado pela administração do General Julián Castro e acompanhou o General Juan Crisóstomo Falcón em sua invasão à Venezuela, tornando-se seu secretário-geral. Após a derrota final de Falcón na Batalha de Coplé em setembro de 1860, Guzmán acompanhou seu chefe na fuga e foi enviado para as Índias Ocidentais para buscar apoio. No final de 1861, desembarcou novamente com Falcón na costa da Coro e, após vários combates, assinou em 22 de maio de 1863 o Tratado de Coche, que pôs fim às hostilidades e convocou uma assembleia geral em La Victoria. Essa assembleia elegeu Falcón presidente e Guzmán vice-presidente. Ao mesmo tempo, Guzmán foi nomeado Ministro das Finanças, e viajou a Londres para negociar um empréstimo.[carece de fontes?]
Em 1863, atuou como Ministro das Relações Exteriores da Venezuela.[carece de fontes?]
Em 7 de agosto de 1863,[carece de fontes?] Guillermo Tell Villegas foi nomeado Ministro das Relações Exteriores da Venezuela, assumindo temporariamente o papel de Guzmán durante sua ausência. Villegas permaneceu no cargo até 21 de janeiro de 1864,[carece de fontes?] quando Guzmán reassumiu o posto e concluiu seu mandato.[carece de fontes?]
Entre 1863 e 1866, Guzmán atuou como embaixador da Venezuela na Espanha.

### 1868-1877: Retorno à Venezuela e presidência
Ao retornar ao país, assumiu brevemente o poder executivo e foi eleito presidente do Congresso. Após a queda de Falcón em 1868, Guzmán deixou a Venezuela, mas liderou uma revolução em 1869 e, em 1870, tornou-se presidente provisório com poderes extraordinários, governando como ditador por sete anos.
Em 1871, Blanco decretou a criação do Território Colón, que incluía o Arquipélago de Los Roques e outras ilhas adjacentes.[carece de fontes?]
O Palácio Federal Legislativo, conhecido como Capitolio, é um edifício histórico em Caracas, Venezuela, atualmente sede da Assembleia Nacional. Foi construído em 1872 por Guzmán com projeto do arquiteto Luciano Urdaneta Vargas.<ref name="Palacio_Caracas">"Palácio Federal Legislativo da Venezuela (Capitolio Federal)", Caracas Ciberturista.com. 